# Корхонен, Маркус
Маркус Корхонен (фин. Markus Korhonen; род. 29 апреля 1975, Тампере, Хяме) — финский хоккеист, вратарь, тренер.

## Биография
Уроженец Тампере, воспитанник местной команды «Ильвес». Сезон 1993/94 провёл в канадской Юниорской хоккейной лиге Саскачевана в составе команды «Нотр-Дам Хаундс». Вернувшись в Финляндию, играл за команды «ТуТо» (1994/96), «Ильвес» (1996/97 — 1998/99), «Хермес» (1998/99), «Кярпят» (1999/2000 — 2002/03). С сезона 2003/04 играл за шведский «Брюнес». В конце декабря 2004 года перешёл в клуб российской Суперлиги СКА Санкт-Петербург. В СМИ отмечалась крайне нестабильная игра Корхонена. Например, по итогам матча против «Северстали» (4:1) газетой «Спорт-Экспресс» он был включён в число трёх лучших игроков, а в игре против «Химика» (4:4) был заменён уже в начале пятой минуты при счёте 0:3.
Затем выступал за «Брюнес» (2005/06), «Лукко» и «Мальмё Редхокс» (оба — 2006/07), «Брюнес» (2007/08), «Эсбьерг Энерджи» (Дания, 2008/09), «Олимпия» Любляна (Словения, 2008/09), «Ильвес» (2008/09 — 2009/10), «ЛеКи» (2009/10).
C 2010 года — тренер вратарей в «Ильвесе». Также работал тренером-консультантом в молодёжной команде «Ильвеса» (2010—2017), в российском «Авангарде» (2011—2012), юношеских и молодёжных сборных Финляндии (2015—2020). Был европейским скаутом по вратарям в клубе НХЛ «Чикаго Блэкхокс» (2013—2015).
Сын Расмус (род. 2002) также хоккеист.